# 禅昌寺 (下呂市)
禅昌寺（ぜんしょうじ）は、岐阜県下呂市にある臨済宗妙心寺派の別格寺班で、寺格は十刹。山号は龍澤山（りょうたくざん）。本尊は釈迦如来、観世音菩薩、薬師如来。飛騨の戦国大名・三木（みつき）氏の菩提寺。

## 歴史
龍澤山禅昌寺は、享禄元年（1528年）または 天文元年（1532年）に、飛騨国益田郡萩原郷の桜洞城主・三木直頼（みつきなおより）により、三木氏の一族出身といわれる杲天宗恵（こうてんそうけい）を創建とし、大雄山円通寺の住持・明叔慶浚（みんしゅくきょうしゅん）大和尚を開山として創建された。創建地は、桜洞城近辺説と、現在地の中呂説がある。天文23年（1554年）に、後奈良天皇から「十刹」の綸旨が与えられた。その後、一旦廃絶したとの説もあるが、慶安年中（1648年 - 1652年）に中呂の大雄山圓通寺の寺号を禅昌寺と改め、現在に至っている。

### 円通寺の由来伝承
禅昌寺の前身である大雄山圓通寺には、次のような由来伝承がある。
その昔、萩原町桜洞（はぎわらちょう さくらぼら）の御前山（ごぜんやま）中腹に恵心僧都源信が開いた寺があり、恵心僧都作の観世音菩薩像があった。南北朝末の永和年中（1375年 - 1379年）、この観音菩薩の霊験を伝え聞いた後円融天皇（北朝）が、懐妊した皇后の安産祈願のために勅使を送ったところ、寺は荒廃し、観音像は岩屋に置かれていたので、京都南禅寺派の名僧・竹処崇園（ちくそすうえん）を開山としてこの寺を再興させ、「大雄山円通寺」の山号寺号と「天下十刹」の綸旨を授けて勅願所とした。その後、兵火で圓通寺は荒廃し「天下十刹」の綸旨は焼失したが、観音像は難を逃れた。現在、禅昌寺の円通閣に安置されている「岩屋観音」が、その観音像である。
恵心僧都云々は伝承にすぎず信憑性はないが、圓通寺が永和3年（1377年）に創建されたことは史実と認められている。円通寺の創建地は、長年「萩原町桜洞」とされていたが、近年の研究で、禅昌寺の現在地である「萩原町中呂」に修正された。

### 禅昌寺の由来に関する諸説
禅昌寺の創建年、創建地、圓通寺との関係、慶安年中（1648年 - 1652年）に中呂圓通寺を禅昌寺と改めるまでの経過については、諸説あって確定していない。
創建年は「享禄元年（1528年）」説と「天文元年（1532年）」説とがあり、創建地は「桜洞」説と「中呂」説に分かれる。また、円通寺との関係では「一寺二称」説と「二寺並存・統合」説に、経過については「一貫存続」説と「一時廃絶」説に分かれる。これらは複雑にからんでいるが、大きく次の4説に整理できよう。

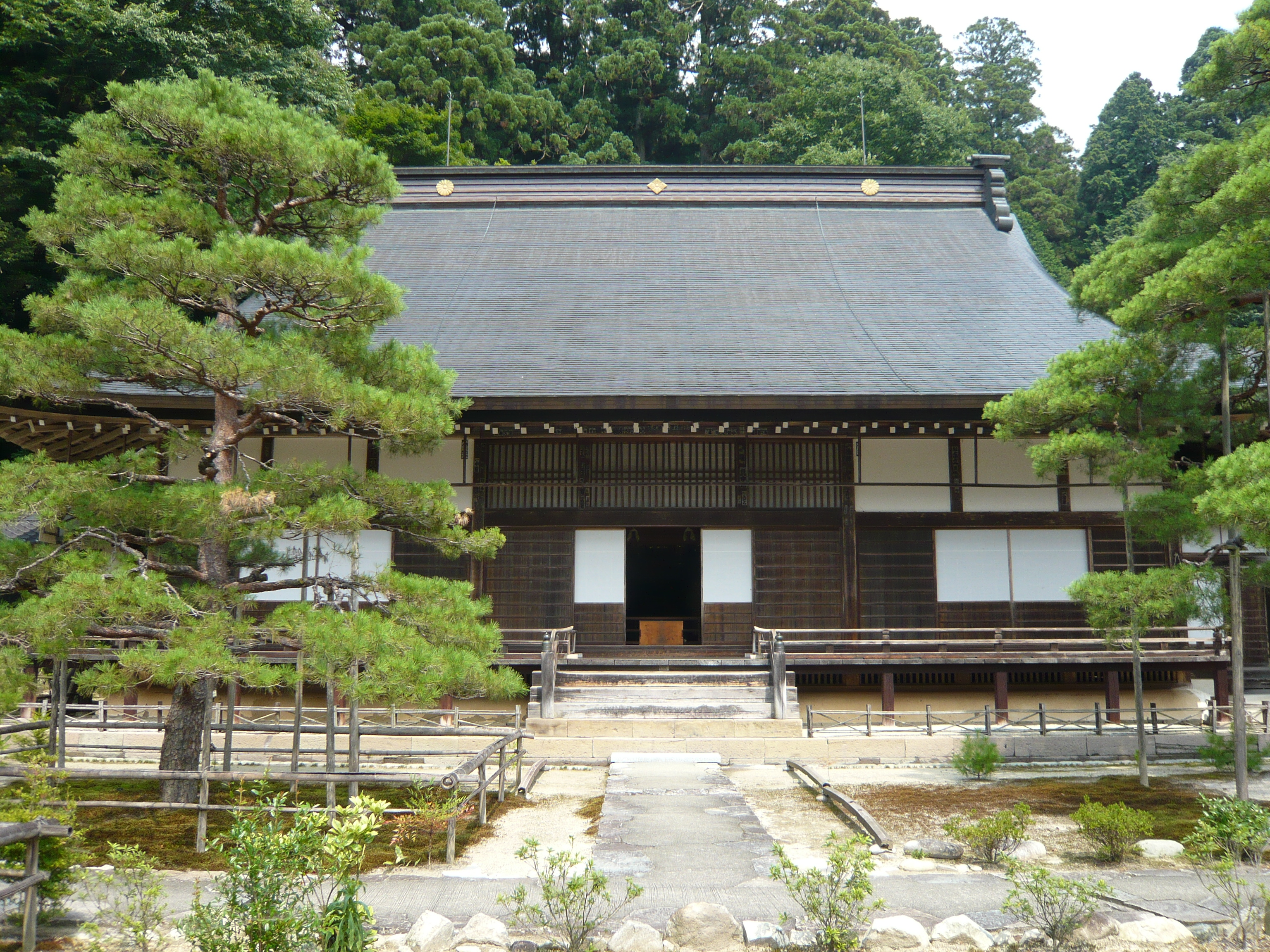
本堂

（1）圓通寺桜洞創建・禅昌寺桜洞創建中呂移転説 （『飛州志』1745年 長谷川忠崇）
- 往古（平安時代）、恵心僧都（942年 - 1017年）開闢の寺（山寺号不詳）があった。
- 大雄山圓通寺は、永和年中（1375年 - 1379年）に、桜洞に創建された。
- その後、兵火の為に灰燼（かいじん）と成り、廃寺となった。
- 享禄元年（1528年）に、三木直頼が円通寺を桜洞に再建し、寺号を禅昌寺と改めた。
- 天文年中（1532年-1555年）に、中呂に移転した。

『飛州志』（1745年、長谷川忠崇）を整理するとこのようになるが、異なる解釈もある。
（2）圓通寺桜洞創建・禅昌寺中呂創建・一貫説 （『益田郡誌』1916年 益田郡役所）
- 往古（平安時代）、恵心僧都（942年 - 1017年）開闢の寺（山寺号不詳）が桜洞にあった。
- 永和3年（1377年）、勅命により再建し、改めて「大雄山圓通寺」と名づけた。
- その後、兵火のために圓通寺は焼失した。
- 享禄元年（1528年）、中呂村に移し大雄山圓通寺を「龍澤山禅昌寺」と改めた。

以上、『龍澤山禅昌寺由緒（鈍渓本）』（天保年間1830年 - 1844年）、『龍澤山禅昌寺略縁起』（1909年）、『益田郡誌』（1916年 益田郡役所編）による。
（3）圓通寺中呂創建・禅昌寺中呂創建・一貫説 （『禅昌寺史』1999年 禅昌寺）
- 大雄山圓通寺は、永和3年（1377年）に、中呂に創建された。
- その後荒廃した圓通寺は、享禄元年（1528年）に龍澤山禅昌寺と名を変えて再興された。
- 寺号を禅昌寺と改めた後も、「圓通寺」は通称として使用された。
- 江戸初期の慶安年中（1648年 - 1652年）に、寺号を禅昌寺に一本化し、現在に至る。

（4）圓通寺中呂創建・禅昌寺桜洞創建・二寺並存説 （『萩原町史』2002年 萩原町）
- 大雄山圓通寺は、永和3年（1377年）に、中呂に創建された。
- 龍澤山禅昌寺は、天文元年（1532年）に、桜洞に創建された。
- 1532年 - 1585年の53年間、中呂圓通寺と桜洞禅昌寺が並存していた。
- 天正13年（1585年）の桜洞城攻防戦で禅昌寺は崩壊し、一旦廃絶した。
- 江戸初期の慶安年中（1648年-52年）に、中呂圓通寺の寺号を禅昌寺と改め、現在に至る。

近年の研究成果を述べた『禅昌寺史』（1999年）と『萩原町史』（2002年）は、「圓通寺桜洞創建説は誤伝であり、圓通寺は初めから中呂にあった」という点で一致している。また「圓通寺は火災にあっていない」という点でも一致している。したがって、現在では、前述の4説のうち、第1説と第2説は誤伝とされ、第3説と第4説が検討の対象となっている。第4説（禅昌寺桜洞創建・一時廃絶説）を採る『萩原町史』は、「桜洞城外至近の距離にあった禅昌寺は、天正13年（1585年）の桜洞城攻防戦で崩壊し、一旦廃絶した」と主張する。 これに対し第3説（禅昌寺中呂創建・一貫存続説）を採る『禅昌寺史』は、「禅昌寺は中呂の圓通寺が寺号を改称したものであり、移転したことも一時廃絶したこともない」と主張する。 なお、「益田歴史フォーラム2008」において、第3説を発展させた次の最新説が発表された。
（5）寺号交互使用説 （『禅昌寺は桜洞にあったか』2009年 吾郷武日）
- 大雄山圓通寺は、永和3年（1377年）に、中呂に創建された。
- その後荒廃した圓通寺は、享禄元年（1528年）に、三木直頼によって再興された。
- 天文元年（1532年）に、大雄山圓通寺の山号寺号を龍澤山禅昌寺に改めた。
- 天正13年（1585年）に三木氏が敗北すると、圓通寺の寺号を復活させて使用した。
- 江戸初期の慶安年中（1648年 - 1652年）に、禅昌寺の寺号を復活させ、現在に至る。

## 禅昌寺による三木氏と東美濃の遠山氏との関係
開山した明叔慶浚は三木直頼の義兄であり、明叔慶浚は東美濃恵那郡の遠山景前が再興した大圓寺の住持も務めた関係で、三木直頼は岩村遠山氏とも誼を通じた。三木直頼が禅昌寺に宛てた手紙(禅昌寺文書)に記されている岩村遠山氏との関連内容は以下のとおりである。
- 加尊書改年之御慶珍重々々、於御祝言者更不可有休期候。抑従大圓寺様御札両種拝領仕候。云々　正月十日
- 「一、岩村殿より昨日為音信大魚十給候。御懇意之至候。然共悉くさり候間不用立候。無曲と申事候。」
- 「一、濃州之儀如何御座候哉御無心元候。向雪中候條他国衆可為御太儀候。承度候。云々」
- 「一、瀬戸物ふちかけ自岩村到来候を、此の方皆々に出し候處、一段重寶之由申候。云々　十月六日」

弘治2年(1556年)7月に遠山景前が死去。大圓寺住持の希菴玄密は禅昌寺へ移り、永禄元年(1558年)禅昌寺にて遠山景前の三回忌の法要を行った。その時の香語は以下の通り「岩村城主遠山景前三年忌香語　這香感仏御風来　熱向一炉酬旧知　散却辟邪濫却敵　煙霏興衝溢坤維　三年景前忌抹香　宰木三霜悠忽移　遠山依田碧参差　国公不是干才栗　開露吹香七月茶　同　三年一笛風　法界即円融　塔影墓誰外　芙蓉初日紅　同塔婆」。

## 歴代住持

### 円通寺
- 1世・竹処崇園（圓通寺開山）1412年（応永19年）寂
- 2世・崇任？

（数代不明）
- 再興1世・桃雲宗源（圓通寺再興開山）
- 再興2世・仁芳宗智
- 再興3世・明叔慶浚（禅昌寺開山）

### 禅昌寺
- 1世・明叔慶浚（禅昌寺開山）1552年（天文21年）寂
- 2世・杲天宗恵（禅昌寺創建）1543年（天文12年）寂
- 3世・仁谷智腆 1556年（弘治2年）寂
- 4世・希菴玄密 1572年（元亀3年）寂
- 5世・功叔宗輔 1609年（慶長14年）寂
- 6世・玉雲宗麟 1624年 - 1644年（寛永年中）
- 7世・香道超雲 1656年（明暦2年）寂

（以下略）
現住職は、第27世

## 末寺（郡内11寺院）
- 吉田山長谷寺（下呂市小坂町小坂町）
- 閑水山龍泉寺（下呂市萩原町上呂）
- 諏訪山大覚寺（下呂市萩原町上村）
- 恵日山東禅寺（下呂市東上田）
- 醫王山温泉寺（下呂市湯之島）
- 瑞泉山泰心寺（下呂市森）
- 神護山慈雲院（下呂市乗政）
- 金錫山地蔵寺（下呂市宮地）
- 巌谷山阿弥陀寺（下呂市御厩野）
- 功明山東泉寺（下呂市火打）
- 神亀山万福寺（下呂市金山町中津原）

なお、次の1寺院は、かつて禅昌寺の末寺であった。
- 要仲山玉龍寺（下呂市金山町中切）

## 文化財
指定文化財は51件にのぼる。

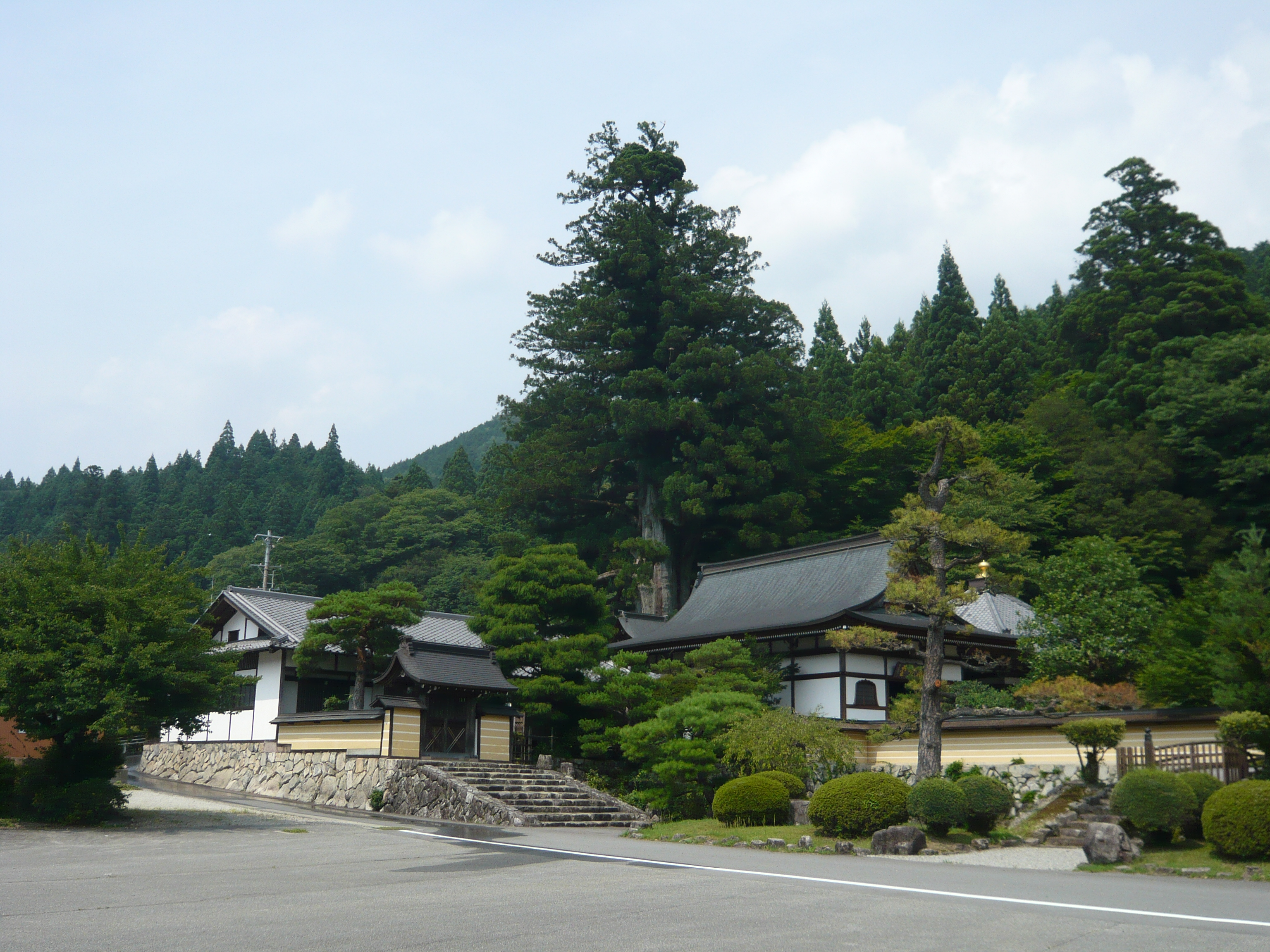
大杉

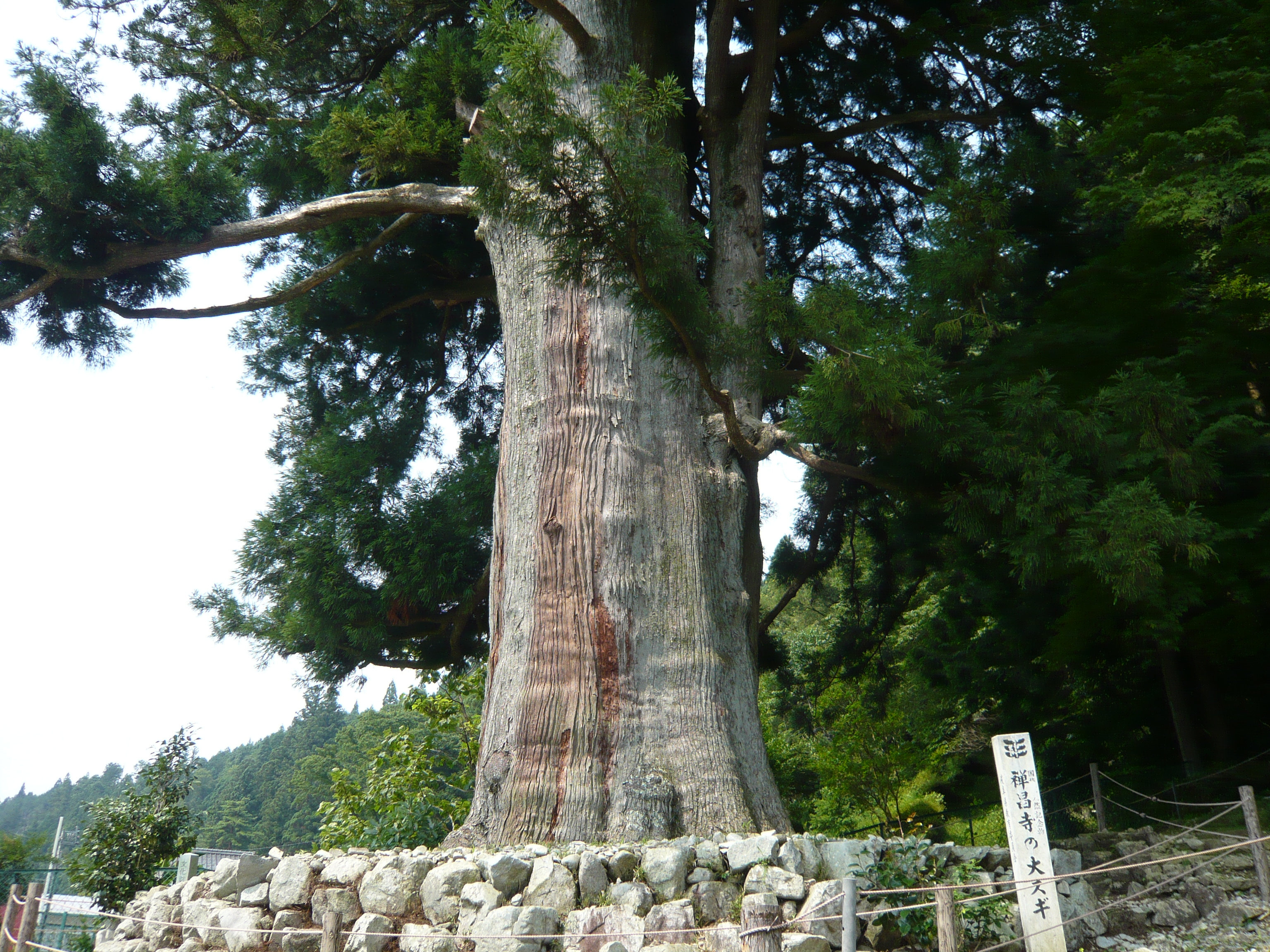
大杉

指定者別では、国指定1件（天然記念物1）、県指定6件（名勝1、重要文化財5）、市指定44件。
種別では、天然記念物1、名勝（庭園）1、建造物11、彫刻（仏像）5、絵画9、工芸品8、書跡8、典籍1、古文書7。

### 国の天然記念物
- 禅昌寺の大スギ

### 岐阜県指定名勝
- 禅昌寺庭園

### 岐阜県指定重要文化財
- 木造釈迦如来坐像（彫刻）像高52.5cm 推定15世紀（室町時代）
- 木造観世音菩薩半跏像（彫刻）像高85.5cm 推定14-15世紀（鎌倉 - 室町時代）
- 釈迦涅槃図（絵画）絹本彩色軸装1幅 縦190cm 横118cm
- 白隠禅師筆絵画 4幅（絵画）「出山釈迦像」「布袋図」「達磨像」「半身達磨像」
- 白隠禅師書跡 7幅（書跡）

### 下呂市指定重要文化財
- 伝恵心僧都作・地蔵菩薩像（彫刻）
- 薬師如来坐像（彫刻）木造・像高63cm 推定18世紀（江戸時代）
- 釈迦三尊図（絵画）絹本墨書彩色軸装1幅 縦118cm 横48cm
- 伝雪舟筆絵画 2幅（絵画）「大達磨像」「山水双幅」（室町後期）
- 大般若経408巻（典籍）1395年（応永2年）、飛騨国府・安国寺の大蔵経と校合の奥書あり
- 後円融天皇御宸筆 和歌色紙（書跡）
- 後奈良天皇御宸筆 和歌短冊（書跡）
- 後奈良天皇「天下十刹」御綸旨（書跡）天文23年 権大納言国光筆
- 円通寺三牌（書跡）永和三年（1377年）円通寺開山・竹処崇園禅師筆

ほか

## 交通
- 東海旅客鉄道高山本線禅昌寺駅下車すぐ。

### その他
- 位牌 ： 三木重頼、三木直頼の位牌
- 五輪塔 ： 伝三木氏各代の墓 5基

ほか多数

### 禅昌寺桜洞創建説の文献
- 『飛州志』（1745年 長谷川忠崇）
- 『飛騨国中案内』（1746年 上村木曽右衛門）
- 『飛州志備考』（1909年 岡村利平）
- 『飛騨編年史要』（1935年 岡村利平）
- 『萩原町史』（2002年 萩原町）
- 『飛騨三木一族』（2007年 谷口研語）

### 禅昌寺中呂不動説の文献
- 『龍澤山禅昌寺由緒』（1830年 - 1844年 禅昌寺蔵）
- 『龍澤山禅昌寺略縁記』（1909年 禅昌寺蔵）
- 『益田郡誌』（1916年 益田郡役所）
- 『禅昌寺史』（1999年 禅昌寺）
- 『禅昌寺は桜洞にあったか』（2009年 吾郷武日）